# Пам'ятник воїнам Радянської армії в Трептов-парку
Пам'ятник воїнам Радянської Армії в Трептов-парку в Берліні (нім. Sowjetische Ehrenmal im Treptower Park, нім. Treptower Ehrenmal) — радянський меморіальний комплекс в Трептов-парку, де поховано близько 5 000 радянських воїнів. Являє собою фігуру радянського солдата, в одній руці якого — меч, що розрубує фашистську свастику, на іншій  — врятована з руїн поверженого Берліна маленька німецька дівчинка. У основи пам'ятника розташований мавзолей.
З урахуванням висоти пагорба і цоколя основи загальна висота монумента дорівнює приблизно 30 метрам.

## Історія

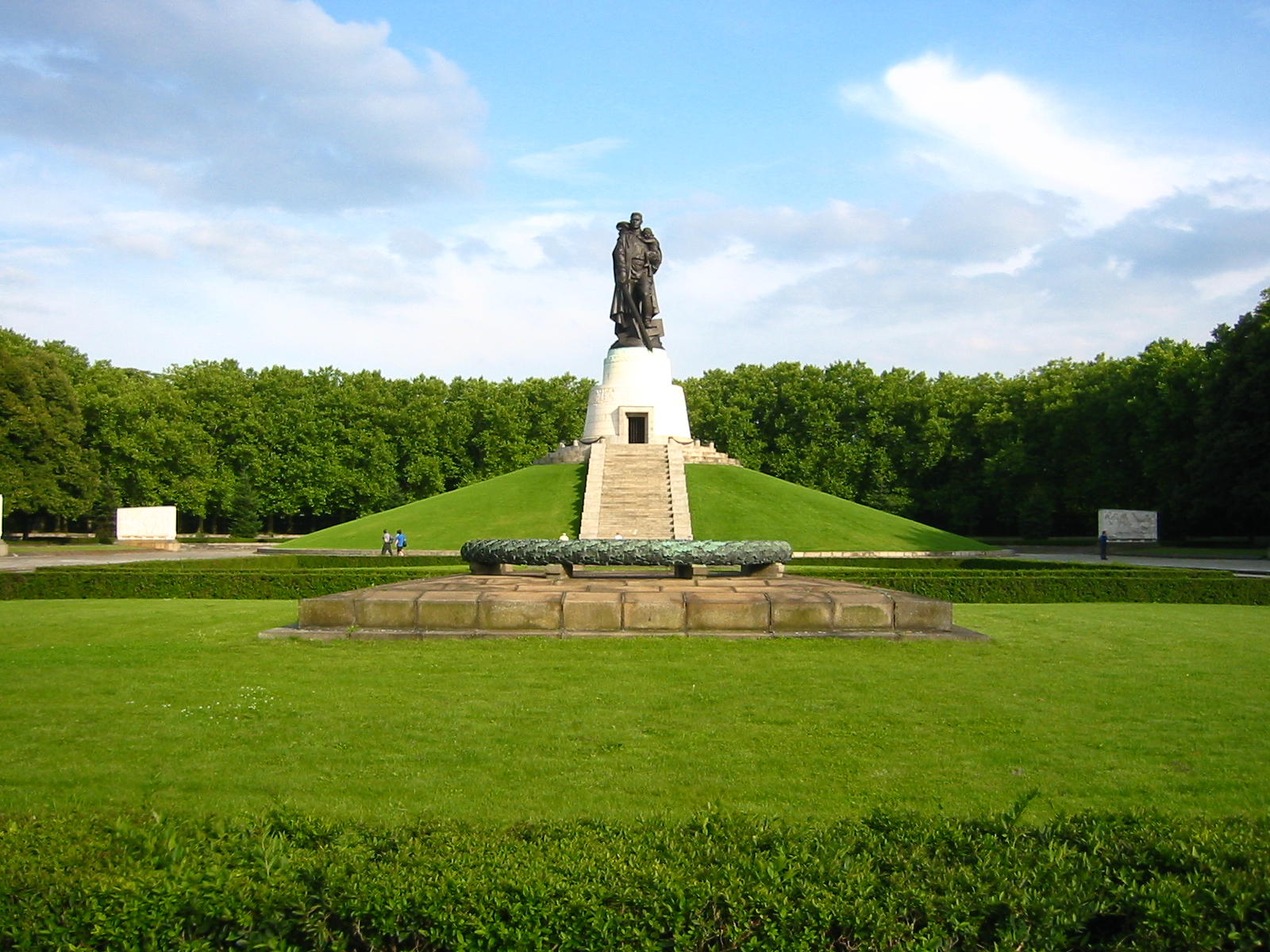
Загальний вигляд композиції

Меморіал зводився протягом трьох років і був офіційно відкритий 8 травня 1949 року. Авторський колектив очолювали архітектор Яків Білопільський та скульптор Євген Вучетич.
Вважається, що прототипом для скульптора послужив радянський солдат, уродженець села Вознесенка Тісульського району Кемеровської області Микола Масалов, що врятував німецьку дівчинку під час штурму Берліна у квітні 1945 року. За свідченням істориків, 30 квітня 1945 року учасник Сталінградської битви та битви на Курській дузі сержант Масалов під час бою за декілька кілометрів від рейхстагу на вулиці, що примикала до «Ландверканалу», почув дитячий крик. Рушивши йому назустріч, солдат виявив в напівзруйнованій будівлі трирічну дівчинку і, прикриваючи її своїм тілом, під кулями виніс маля в безпечне місце. Розповів про подвиг Масалова маршал Василь Чуйков. 
Після війни Євген Вучетич зустрівся з Миколою Масаловим, подвиг якого і підказав йому ключову ідею монумента в Трептов-парку: рятуючи дівчинку, солдат захищає мир і життя.
Як прототип бронзового солдата найчастіше згадуються імена двох радянських бійців — Івана Одарченка і Віктора Гуназа. З обома Вучетич зустрічався, обидва йому позували.
Спочатку Євген Вучетич зліпив гіпсову модель «Воїна-визволителя» заввишки в 2,5 метра, а потім вже з неї в Ленінграді відлили 13-метровий пам'ятник з бронзи вагою в 72 тонни. До Берліна його переправляли частинами морським шляхом.
За спогадами Івана Одарченка, спочатку у нього на руках дійсно сиділа німецька дівчинка, а потім російська — 3-річна Світланка — дочка коменданта Берліна генерала Котікова.
Багато хто вважав, що в статуї «Воїн-визволитель» меч недоречний, і радив скульпторові поміняти його на якусь сучасну зброю, наприклад, на автомат. Але Вучетич наполягав саме на мечі. До того ж він робив не меч взагалі, а точно скопіював меч псковського князя Всеволода-Гаврила.
За державним договором між СРСР та ФРН від 1990 року, остання взяла на себе зобов'язання з догляду та необхідної реставрації пам'ятників і інших поховань радянських воїнів на території Німеччини. В даному випадку фінансування поступило від уряду ФРН, а відповідальним за організацію робіт був сенат Берліна.
1 жовтня 2003 року скульптура воїна була розібрана і відправлена на реставрацію. Навесні 2004 року пам'ятник повернули на колишнє місце.
Автором пам'ятника є Євген Вучетич — радянський скульптор-монуменаліст. Він автор меморіалу на Мамаєвому кургані у Волгограді. Серед інших його творів — пам'ятник Дзержинському на Лубянській площі в Москві (1958, сьогодні знаходиться в Парку Мистецтв «Музеон» поряд з будівлею Центрального будинку художника на Кримському валу) і фігура «Перекуємо мечі на орала» (1957), копія якої була подарована ООН радянським урядом.
7 квітня 2022 року невідомими особами розмальований написами про війну в Україні та символікою «Z», з метою підтримки українського народу у боротьбі з російськими окупантами. На меморіалі написали: «Смерть усім росіянам», «Українська кров на російських руках», «Путін=Сталін», «За що?». Також було намальовано символіку «Z», яка використовується для маркування російської військової техніки під час повномасштабного вторгнення в Україну.